# Veli Lošinj
Veli Lošinj (italijansko Lussingrande) je mesto in pristanišče na otoku Lošinj v Primorsko-goranski županiji na Hrvaškem.
Veli Lošinj je manjše mestece na vzhodni obali južnega dela otoka Lošinj. Leži na polotoku med dvema manjšima zalivoma, v katerih sta tudi dva majhna pristanišča, (Veli Lošinj in Rovensko). Veli Lošinj je okoli 5 km oddaljen od Malega Lošinja. Kraja sta povezana s cesto in z lepo urejeno sprehajalno potjo. Z manj kot 1000 stalnimi prebivalci je Veli Lošinj več kot 6-krat manj številčno naselje od Malega Lošinja, čeprav je bil nekoč v zgodovini večji od njega, kar nakazuje že ime.
Veli Lošinj se prvič omenja 1398 pod imenom »Velo selo«. Benečani so v 16. stol. zgradili obrambni sistem »Rotonda«, ki je prvenstveno služil za obrambo pred vdori Uskokov. V mestu je več crkva. Najstarijša je romanska cerkev sv. Nikole iz 14. stoletja.
Veli Lošinj je pomemben turistični kraj z ugodnim podnebjem. Zime so mile, srednja januarska temperatura je 7,3 °C. Padavin je malo, največ dežja pade jeseni (okoli 1020 mm). V neposredni bližini mesta je nastalo turistično naselje

## Demografija
| Pregled števila prebivalcev po letih | Pregled števila prebivalcev po letih | Pregled števila prebivalcev po letih | Pregled števila prebivalcev po letih | Pregled števila prebivalcev po letih | Pregled števila prebivalcev po letih | Pregled števila prebivalcev po letih | Pregled števila prebivalcev po letih | Pregled števila prebivalcev po letih | Pregled števila prebivalcev po letih | Pregled števila prebivalcev po letih | Pregled števila prebivalcev po letih | Pregled števila prebivalcev po letih | Pregled števila prebivalcev po letih | Pregled števila prebivalcev po letih |
| ------------------------------------ | ------------------------------------ | ------------------------------------ | ------------------------------------ | ------------------------------------ | ------------------------------------ | ------------------------------------ | ------------------------------------ | ------------------------------------ | ------------------------------------ | ------------------------------------ | ------------------------------------ | ------------------------------------ | ------------------------------------ | ------------------------------------ |
| 1857                                 | 1869                                 | 1880                                 | 1890                                 | 1900                                 | 1910                                 | 1921                                 | 1931                                 | 1948                                 | 1953                                 | 1961                                 | 1971                                 | 1981                                 | 1991                                 | 2001                                 |
| 1958                                 | 1969                                 | 1938                                 | 1859                                 | 1932                                 | 1992                                 | 1552                                 | 1608                                 | 1060                                 | 813                                  | 852                                  | 868                                  | 906                                  | 994                                  | 917                                  |

## Galerija
- Staro pristanišče
- Pogled na mesto z vrha Sv. Ivan